# Вардинець Ігор Степанович
Ігор Степанович Вардинець (нар. 5 лютого 1957, м. Львів, нині Україна) — український лікар-хірург, громадський діяч. Кандидат медичних наук (1995), доцент (2002). Заслужений лікар України (1997). Депутат Тернопільської обласної ради 3-го і 4-го скликань (від 1998). Верховний отаман Галицько-Волинського округу Українського козацтва, генерал-отаман, член координаційної ради відродження козацтва при Президентові України (2003). Орден «За заслуги» III ступеня (2009).

## Життєпис
Закінчив Тернопільський медичний інститут (1980, нині національний університет). Працював головним лікарем дільничної лікарні в Новому Селі Підволочиського району (1980—1984), лікарні смт Великі Бірки Тернопільського району (1984—1987, 1987—?). Вперше в Україні відкрив у районній лікарні лапароскопічний центр.
Від 2002 — доцент катедри хірургії та сестринської справи Тернопільського національного медичного університету, що діє на базі районної лікарні.
У 1995 році створив кінний курінь Українського козацтва, членом якого верхи пройшли 1997—1998, 2003 шляхами козацької звитяги часів Богдана Хмельницького. У 2018 році розпочато кримінальне провадження за отримання неправомірної вигоди та отримані хабара в особливо великих розмірах . В 2019 році втік від переслідувань з України в Німеччину де дотепер і переховується .